# Schubart-Gymnasium Aalen
Das Schubart-Gymnasium Aalen ist ein allgemeinbildendes Gymnasium naturwissenschaftlich und sprachlich profiliert mit bilingualem Unterricht.

## Geschichte
Wahrscheinlich hat bereits im 14. Jahrhundert in Aalen eine reichsstädtische Lateinschule bestanden. Der erste bekannte lateinische Präzeptor war Kaspar Erfinger, der 1494 für einen Aalener Bürger eine Quittung siegelte. Vom 1616 neu errichteten Schulhaus hat sich die lateinische Inschrifttafel erhalten und aus dem Jahre 1689 die vom Rat der Stadt erlassene Schulverfassung, in der Regel zum Lehrpersonal, den Lehrinhalten und zur „Schulzucht“ festgelegt wurden.
Im Zuge der Reformbestrebungen des 19. Jahrhunderts entstand in Aalen 1840 eine stärker naturwissenschaftlich orientierte Realschule, deren Schüler zunächst eine mit der Lateinschule gemeinsame Elementarklasse durchliefen. 1906 wurden beide Schulen zum „Realprogymnasium und Realschule“ vereint, in dem nun Französisch als erste und Latein als zweite Fremdsprache gelehrt wurden. 1912 – mit dem Aufbau der Oberstufe – wurde daraus das „Reformrealgymnasium und Oberrealschule Aalen“. Gleichzeitig errichtete die Stadt ein neues Schulgebäude, ein für die Schularchitektur wegweisendes Frühwerk von Paul Bonatz.
Im Jahre 1936 wurde die Schule in „Schubart-Oberschule“ umbenannt, nach dem Freiheitskämpfer, Schriftsteller und Komponisten Christian Friedrich Daniel Schubart. 1960 wurde in Baden-Württemberg und damit auch in Aalen das Zentralabitur eingeführt. 2004 wurde das Gymnasium zur Ganztagesschule in offener Form, d. h. die Teilnahme der Schüler an Ergänzungsangeboten wie Arbeitsgemeinschaften, Hausaufgabenbetreuung, Verpflegung in der Mensa ist freiwillig.

## Struktur
- Sprachliche Profile mit der Sprachenfolge Englisch/Latein/Französisch oder Englisch/Latein/Italienisch oder Englisch/Französisch/Italienisch
- Naturwissenschaftliche Profile mit der Sprachenfolge: Englisch/Französisch/Naturwissenschaft und Technik oder Englisch/Latein/Naturwissenschaft und Technik
- Bilingualer Zug (englisch): mit einem Abschlusszertifikat werden bilingual die Fächer Geografie, Geschichte, Biologie und Gemeinschaftskunde angeboten.
- Als außerschulische Veranstaltungen werden u. a. angeboten: Schulorchester, Bigband, Schulchor, Lego-Roboter-Technik sowie eine Debattier- und Theater-AG.[4]

## Partnerschulen
Mit den folgenden Schulen besteht ein Schüleraustauschprogramm:
- Collége Lavalley in St. Lô, Frankreich (seit 1979);
- North Penn High School in Lansdale, Pennsylvania, USA (seit 1982);
- Nevzat Sahin Anadolu Lisesi, Antakya, Türkei (seit 2004);
- Liceo Scientifico Alessandro Tassoni, Modena, Italien (seit 2005);
- Lycée Privé St.Vincent de Paul in Nîmes, Frankreich, (seit 2008);
- Liceo linguistico Eugenio Montale in Genua, Italien, (seit 2012)

## Bekannte Lehrer
- Sieger Köder

## Bekannte Schüler
- Erwin Rommel (Lateinschule 1900–1908)
- Otto Mecheels (Abitur 1914)
- August Glucker (Abitur 1914)
- Walther Schieber (Abitur 1914)
- Kurt Jooss (Abitur 1919)
- JoKarl Huber (Abitur 1921)
- Helmut Grunsky (Abitur 1922)
- Rudolf Haegele (Abitur 1943)
- Wolfgang Stützel (Abitur 1943?)
- Martin Hengel (Abitur 1944?)
- Hermann Bausinger (Abitur 1947)
- Hans Elsässer (Abitur 1948)
- Ulrich Engel (Abitur 1948)
- Georg Heller (Abitur 1950)
- Hermann Braun (Abitur 1952)
- Wolfgang Wieland (Abitur 1952)
- Gerd Wolf (Abitur 1952)
- Ruth Leuze (am SG 1946–1953)
- Ulrich Harsch (Abitur 1957)
- Geert Müller-Gerbes (Abitur 1958)
- Walter Borst (Abitur 1958)
- Helmut Schuster (Abitur 1959)
- Bernhard Walke (Abitur 1960)
- Wolfgang Roth (Abitur 1961)
- Wolfgang Harsch (Abitur 1962)
- Georg Holzwarth (Abitur 1964)
- Werner Sobek (Abitur 1974)
- Ulrich Holzbaur (Abitur 1974)
- April Hailer (Abitur 1978)
- Volker Wieland (Abitur 1985)
- Katrin Bauerfeind (Abitur 2002)